# Dahalokely
Genre
Espèce
Dahalokely (classement à la ZooBank : 8147803A-D4BE-4BA9-9701-D853E 37DE411 (genre), LSID AFAE32BB-123A-45D4-B931-4FF2A ABAF41C (espèce) est un genre fossile de dinosaures théropodes du Crétacé supérieur retrouvé à Madagascar.
Si sa classification chez les Abelosauroidae fait l'unanimité, pour ce qui est de sa famille, il n'y a pas encore consensus. Il pourrait être chez les Noasauridae (pour T. Tortosa et al. 2014,), les Brachyrostra (pour L.S. Filippi et al. 2016,) ou les Abelisauridae (pour N.O. Ratsinbaholison et al. 2016,,).
Il est un petit abélisauroïdé d'une taille estimée à 3,5 mètres de longueur. Cependant, s'il est plutôt semblable aux Noasauridae, il pourrait faire 4,2 à 5,6 mètres de long. L'espèce type, Dahalokely tokana, a été décrite par Andrew A. Farke et Joseph J. W. Sertich en 2013. Le nom générique signifie « petit voleur » en malgache. Le nom spécifique, tokana, signifie « solitaire » dans la même langue. L'espèce est la seule retrouvée dans des strates datées de l'époque où l'Inde et Madagascar étaient réunis et séparés du Gondwana.
L'holotype, UA 9855, a été découvert dans une formation géologique nommée informellement « formation d'Ambolafotsy », située dans le bassin de Diego, au nord de Madagascar.

## Histoire

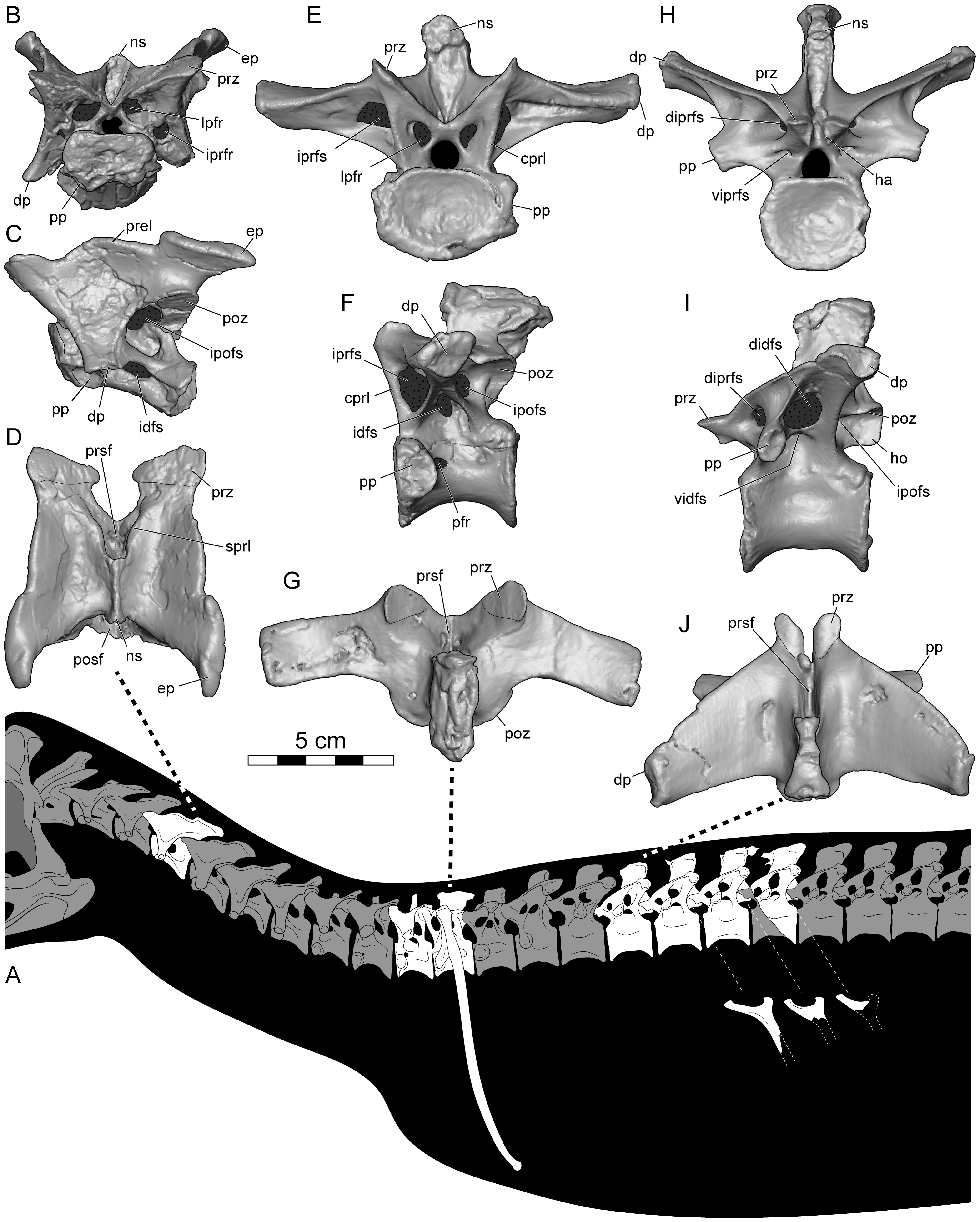
Schéma d'une partie des fossiles et de leur positionnement.

En 2007, lors d'une expédition menée dans le nord de Madagascar par Andrew Farke, Joseph Sertich découvre les restes d'un théropode près d'Antsiranana. En 2010, ils sont totalement récupérés par Sertich et Liva Ratsimbaholison. Les fossiles sont alors transportés aux États-Unis pour être traités par l'université d'État de New York à Stony Brook. Ils sont ensuite classés aux Raymond M. Alf Museum of Paleontology (en) avec le numéro d'inventaire RAM 16010. Les originaux sont renvoyés à Madagascar et intégrés à la collection de l'université d'Antananarivo.